# Wilkowyje (fikcyjna miejscowość)

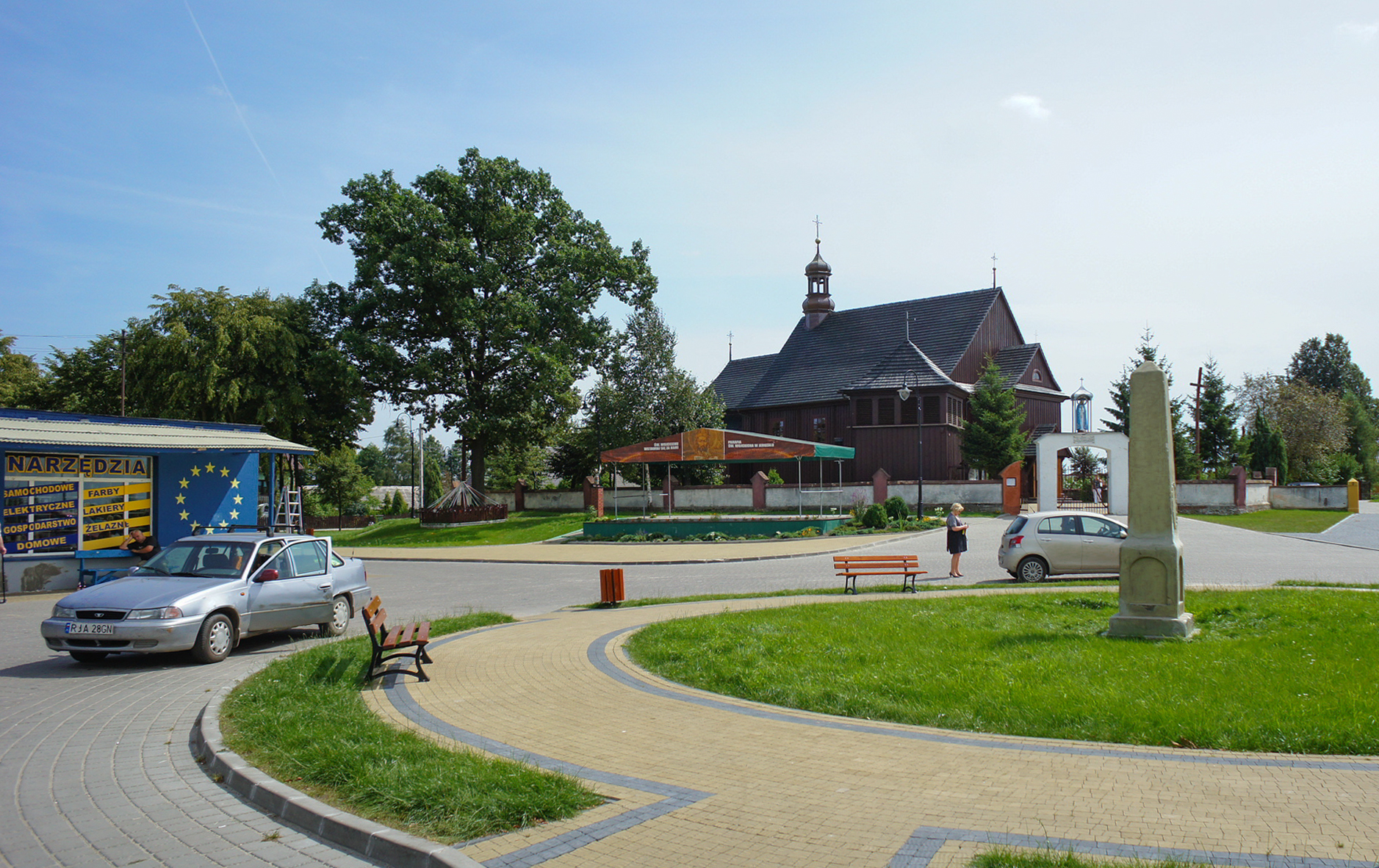
Rynek we wsi Jeruzal

Wilkowyje – fikcyjna miejscowość, w którym rozgrywa się akcja serialu Ranczo oraz filmu Ranczo Wilkowyje.
Miejscowość jest położna na Lubelszczyźnie, w okolicach Radzynia Podlaskiego, w pobliżu rzeki Wilczanka (również fikcyjnej). Stanowi siedzibę gminy Wilkowyje. W serialu mieszkańcy wsi są początkowo prezentowani jako ludzie borykający się z problemami społecznymi, takimi jak: alkoholizm, przemoc domowa, lenistwo, brak wykształcenia czy też niechęć do przestrzegania prawa. Za sprawą przybyłej ze Stanów Zjednoczonych Lucy Wilskiej (Ilona Ostrowska), która odziedziczyła po prababci dworek we wsi, dochodzi do pozytywnych zmian u mieszkańców wsi. Symbolem modernizacji Wilkowyj staje się remont dworku i innych budynków we wsi, a przedsiębiorczości mieszkańców wsi spółka gospodarcza Wilkowyje Cheese & Pierogi Company Spółka z o.o., prowadzona przez Więcławską, Hadziukową i Solejukową. Pomimo tego wśród części mieszkańców Wilkowyje uchodzą za odstającą od świata zachodniego prowincję, zdominowaną przez zaściankową ludność. 
Głównymi osobami we wsi są bliźniacy Paweł i Piotr Koziołowie (Cezary Żak), pełniący odpowiednio funkcję wójta i proboszcza, a także Amerykanka Lucy Wilska. Obok nich charakterystycznymi mieszkańcami Wilkowyj są m.in. pijaczki spod sklepu prowadzący dysputy filozoficzne, gospodyni na plebanii Michałowa, ks. Robert.
Zdjęcia do serialu i filmu powstały w kilku miejscowościach. Akcja obu produkcji była w większości nagrywana w Jeruzalu, gdzie mieszczą się m.in. kościół z plebanią, przystanek PKS, rynek ze sklepem Więcławskiej. W Latowiczu znajduje się filmowy Urząd Gminy w Wilkowyjach, w Sokulach dworek Lucy, w Płomieńcu chałupa Solejuków, w Cieciszewie Uniwersytet Ludowy. Prawdziwe nazwy miejscowości, w których kręcono serial, nie pojawiają się w scenariuszach. Twórczy serialu ograniczyli się do wykorzystania obiektów geograficznych, z których powstały Wilkowyje.
Wilkowyje stanowią synekdochę Polski. Poprzez wydarzenia dziejące się we wsi (np. zakładanie teczek osobowych mieszkańcom wsi, manipulacje w radiu i prasie, stosowanie nieuczciwych chwytów wyborczych podczas kampanii wyborczej wójta) komentowano problemy polityczne Polski.